# Theo Daalhuyzen

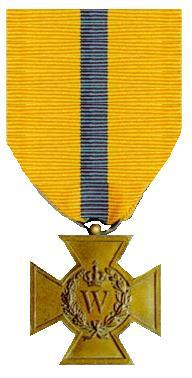
Bronzen Kruis

Theodorus Meinardus Daalhuyzen (Vleuten, 21 februari 1917 – Cincinnati, 31 oktober 1986) was een Nederlands Engelandvaarder.
Hij is een zoon van Antonie Daalhuizen en Hendrika Kampers. Hij kreeg bij zijn geboorte de achternaam van zijn moeder; een jaar later werd hij bij het huwelijk van zijn ouders erkend. Het Bronzen Kruis is op naam gesteld van Daalhuyzen.
Op zondag 23 november 1941 kwam een kleine boot met negen opvarenden aan bij de kust van Engeland. Zijn medepassagiers waren Gerardus van Asch, Jan Bastiaan, Adriaan van der Craats, Jan Jansen, Walrave van Krimpen, Ton Loontjens en een Joods echtpaar, Abraham en Greta Levi uit Assen. Ze waren donderdagavond uit Hoek van Holland vertrokken en kenden elkaar niet voordat zij aan boord gingen. Vijf van hen waren militairen (2 marine, 3 landmacht), de zesde man, Gerard van Asch, wilde naar zijn ouders in Indië gaan. Het verzet had hun vertrek geregeld. De tocht verliep moeizaam, het kompas werkte slecht zodat ze na drie dagen geen idee hadden bij welk land zij aankwamen. De kustwacht van Reculver bekeek hen argwanend, hoewel zij met drie Nederlandse vlaggen zwaaiden.
Eenmaal aan wal werden ze meegenomen naar het politiebureau waar ze te eten kregen. Een dag later kregen ze van koningin Wilhelmina het Bronzen Kruis. Daalhuyzen was sergeant geweest in het leger en werd ingedeeld bij de Prinses Irene Brigade.

## Onderscheiding
- Bronzen Kruis[4]